# ريال تونسي

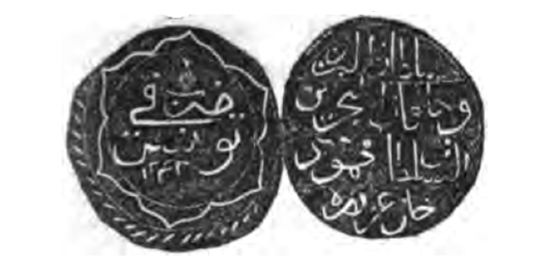
ريال تونسي ضرب في تونس عام 1243 هـ\1827 م في عهد السلطان العثماني محمود الثاني

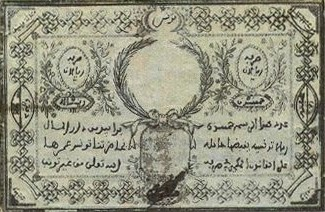
أول ورقة نقدية تونسية أصدرت عام 1847، وهي من فئة 50 ريالاً

الريال التونسي عملة تونسية قديمة، عوضت بالفرنك التونسي في 1 جويلية 1891.
- حسب مرسوم باي تونس في 23 أكتوبر 1855، الريال يقوم ب 2،7873 غراما من الفضة و0،1755 غراما من الذهب. وحين تم الاستغناء عنه كان يساوي 0،6 فرنكا تونسيا.
- السلطاني هي العملة الذهبية (زري المحبوب)، تزن 3،5 غراما تقريبا، وتسك في إسطنبول.

## أقسامه
الريال مقسوم إلى 16 خروبة و40 بارة.
- الناصري يساوي جزء من 25 من الريال.
- الفلس يساوي جزء من 104 من الريال.
- القفصي يساوي سدس فلس.

## القطع والأوراق النقدية
- الريال والخروبة هما قطعتان من الفضة.
- الناصري والفلس والقفصي هي قطع من النحاس.

جميع القطع سكت في باردو. أول ورقة نقدية تونسية أصدرت عام 1847 وكانت من فئة 50 ريالاً.